# Venero Mangano

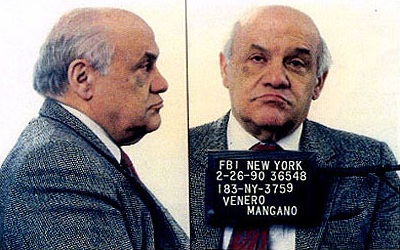
Venero Mangano im Jahr 1990

Venero Frank „Benny Eggs“ Mangano (* 7. September 1921 in Lower Manhattan, New York City; † 18. August 2017 in Greenwich Village, New York City) war ein italienisch-amerikanischer Mobster von der amerikanischen „Cosa Nostra“ und von 1987 bis mutmaßlich zu seinem Tod der Underboss der „Genovese-Familie“.

## Leben

### Bürgerliches Leben
Venero Frank Mangano wurde am 7. September 1921 in Lower Manhattan, New York City geboren und wuchs in Manhattan in dem Stadtteil Greenwich Village auf. Wegen eines Eierladens, den seine Mutter besaß, erhielt er den Spitznamen „Benny Eggs“.
Während des Zweiten Weltkriegs diente Mangano als Bomber-Bordschütze beim United States Army Air Corps und nahm an 33 Bombermissionen über Europa teil, darunter zwei erfolgreiche Bomberangriffe über der Normandie am D-Day. In Anerkennung seines Dienstes wurde Mangano eine Distinguished Flying Cross, sowie eine Air Medal und drei Battle Stars verliehen.
Als der Kriegsheld nach Greenwich Village zurückkehrte, widmete er sich der Bekleidungsindustrie und gründete die Firma „M & J Enterprises“, welche überschüssige Designerjeans und andere Kleidung für den Wiederverkauf auf in- und ausländischen Märkten erwarb. Einer seiner prominentesten Kunden war zu jener Zeit Calvin Klein. Unterdessen freundete sich Mangano ebenfalls mit Kleins Geschäftspartner Barry K. Schwartz an. Zudem leitete er einen Social Club in der 208 Thompson Street, in welchem er älteren Herren, von denen die meisten nicht mit dem organisierten Verbrechen in Kontakt standen, ermöglichte, Karten zu spielen und Kontakte zu knüpfen.

### Kontakte zur Kriminalität
Seit Mitte der 1940er-Jahre wurde Mangano einige Male wegen kleinerer Vergehen verurteilt:
- 7. Oktober 1946 – Buchmacherei – Geldstrafe i.H.v. 50 US-Dollar
- 15. Mai 1947 – Buchmacherei – Geldstrafe i.H.v. 200 US-Dollar
- 8. Oktober 1950 – Buchmacherei – Geldstrafe i.H.v. 200 US-Dollar und 60 Tage Haft
- 21. Februar 1961 – Buchmacherei – Geldstrafe i.H.v. 250 US-Dollar und 90 Tage Haft

In späteren Jahren schloss sich Mangano einer Crew in Greenwich Village an, die künftig von Vincent „Chin“ Gigante angeführt wurde und Teil der „Genovese-Familie“ von der amerikanischen „Cosa Nostra“ war. Zu dieser Zeit galt Philip „Benny Squint“ Lombardo als Oberhaupt der Genovese-Familie, der wiederum den hochrangigen Mafioso Frank Alphonse „Funzi“ Tieri während der 1970er-Jahre zur Fassade als „Street Boss“ einsetzte, um weniger im Visier der Ermittler zu stehen. Während dieser Zeit war Mangano ein enger Vertrauter von Tieri und stand ihm bis zu seinem Tod beratend zur Seite. Mangano selbst leitete seine Geschäfte von seinem Social Club in Greenwich Village aus.
Da sich Mangano im Zuge einer Anhörung trotz Gewährung von Immunität, ohne triftigen Grund geweigert hatte ein Zeugnis abzugeben, wurde er am 6. August 1981 von einem US-Bezirksgericht für Pennsylvania zu einer Haftstrafe verurteilt und vom 18. August 1981 bis zum 22. April 1982 inhaftiert. Zu dieser Zeit war Manganos Kompagnon Vincent Gigante das neue Oberhaupt der Familie, da Philip Lombardo 1981 aus gesundheitlichen Gründen von der Position des Bosses zurücktrat. Laut einem im Jahr 1983 durch den United States Senate Committee on the Judiciary verfassten Dossier hatte Mangano zu jener Zeit den Status eines Caporegimes und sei entlang der New York-New Jersey Waterfront an diversen illegalen Operationen beteiligt gewesen, habe von dortigen Unternehmen Zahlungen erhalten und Wucherkredite für hafenbezogene Unternehmensinvestitionen geboten. Nachdem der reguläre Underboss Saverio „Sammy Black“ Santora eines natürlichen Todes starb, wurde Mangano im Jahr 1987 von Gigante zum neuen Underboss der Genovese-Familie ernannt.

### Windows Case
Bereits von 1978 bis 1990 monopolisierten vier der sogenannten „Fünf Familien“ – „Lucchese“, „Genovese“, „Gambino“ und „Colombo“ die Vergabe von Aufträgen für die Installation von mehr als einer Million Fenstern in New York City und erhob eine zusätzliche Steuer von ungefähr 1,00 bis 2,00 US-Dollar für fast jeden öffentlichen und privaten Fensterersatz. Die Familien kontrollierten Verträge der New York City Housing Authority im Wert von über 150 Millionen US-Dollar und monopolisierte die Industrie mittels des „Local 580“ – eine von der Lucchese-Familie kontrollierte Niederlassung der Gewerkschaft International Association of Bridge, Structural, Ornamental and Reinforcing Iron Workers. Durch die Korrumpierung jener Gewerkschaft konnten Bestechungsgelder gefordert, Auszahlungen erpresst und somit das Monopol durchgesetzt werden.
Am 30. Mai 1990 wurde Mangano zusammen mit anderen Mitgliedern von vier der „Fünf Familien“ aus New York City angeklagt und am 19. Oktober 1991 wegen Erpressung und einer damit verbundenen Verschwörung im sogenannten „Windows Case“ für schuldig befunden. Die Staatsanwaltschaft betonte, dass Mangano und Benedetto „Benny“ Aloi – Consigliere der Colombo-Familie – unter allen Verurteilten die höchsten Positionen des organisierten Verbrechens in dem komplexen Prozess vor dem Bundesbezirksgericht in Brooklyn innehatten. Am 26. März 1993 wurde Mangano zu 15 Jahren und acht Monaten Gefängnishaft verurteilt und mit einer Geldstrafe von 100.000 US-Dollar belegt.

### Letzte Jahre
Im Jahr 1997 wurde Mangano aufgefordert als Zeuge der Staatsanwaltschaft gegen seinen Boss Gigante auszusagen und weigerte sich, laut Berichten mit den Worten: 

„What do you want to do, shoot me? Shoot me, but I'm not going to answer any questions. I'm tired of these charades. You gave me 15 years already. I'm 76. Where am I going?“

 Später nahm er zwar einen Platz im Zeugenstand ein, weigerte sich aber Fragen zu beantworten und berief sich auf sein Recht vom 5. Zusatzartikel zur Verfassung der Vereinigten Staaten gebrauch zu machen, da er sich mit einer Aussage selbst belasten könnte.
Im fortgeschrittenen Alter litt Mangano an einer Vielzahl von Krankheiten, darunter Herzkrankheiten und Makuladegeneration, welche ihn quasi blind gemacht habe. Erfolglos versuchte Mangano mehrere Male eine neue Anhörung zu erhalten um eine reduzierte, oder mildendere Haftstrafe erhalten zu können. Trotz Schmerzen, Behinderungen und Beschwerden sei Manganos geistige Schärfe jedoch wie eh und je gewesen und nachdem er hinter Gittern bereits zwei Herzinfarkte und drei Notherzoperationen überlebt hatte, sei seine Haltung gegenüber dem Federal Bureau of Prisons die gleiche, die sie 1997 gewesen sei, als er die Staatsanwaltschaft verspottete. Am 2. November 2006 wurde Mangano aus dem Gefängnis entlassen.
Obwohl er teilweise blind und an einen Rollstuhl gebunden war, sei Mangano Spekulationen zufolge nicht nur während seiner Inhaftierung, sondern auch nach seiner Entlassung bis zu seinem Ableben der Underboss der Genovese-Familie gewesen, wofür es aber keinerlei Beweise gibt. Jedoch wurde während dieser Zeit auch kein anderer Mobster der Genovese-Familie mit der offiziellen, sondern maximal mit der amtierenden Position des Underbosses in Verbindung gebracht. Aus diesem Grund wurde Mangano in diversen Artikeln als „longtime underboss“ betitelt.
Venero Frank Mangano starb im Alter von 95 Jahren am 18. August 2017 in seinem Haus in Greenwich Village eines natürlichen Todes und hinterließ seine Ehefrau Louise, sowie seine Tochter Rosanna und einen Sohn Joseph, der zu jener Zeit als Angestellter einer Versicherungsgesellschaft tätig war.

## Adaptionen
- In der Serie Godfather of Harlem wird Mangano lose durch Kevin Corrigan verkörpert.